# Королевский орден Виктории и Альберта
Королевский орден Виктории и Альберта (англ. Royal Order of Victoria and Albert) — орден королевской семьи в Великобритании.
Королевский орден Виктории и Альберта был учреждён 10 февраля 1862 года британской королевой Викторией. После смерти королевы в 1901 году награждения этим орденом более не производились. Орден присваивался исключительно лицам женского пола и имевшим близкие родственные, дружеские или служебные отношения с королевой Викторией. В основном это были члены европейских королевских фамилий и родственные им лица. Носительницы ордена (именуемые компаньонки) имели право после своего имени и титула ставить обозначение VA, однако другими привилегиями не пользовались. Число членов ордена ограничено не было. Последней носительницей Королевского ордена Виктории и Альберта была Алиса (1883—1981), принцесса Олбани, графиня Атлонская, последняя внучка королевы Виктории.

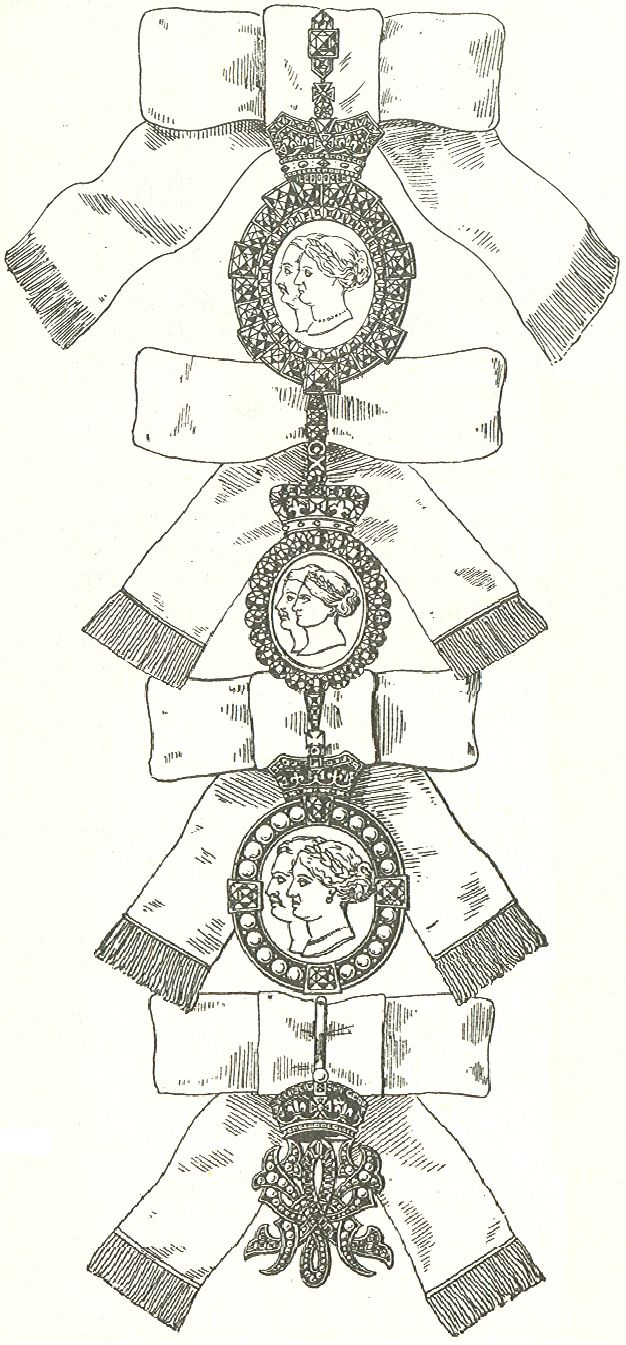
Знаки ордена

Орден имел 4 класса, I класс наиболее высокий.
Среди носительниц Королевского ордена Виктории и Альберта I класса были:
- Александра Фёдоровна (жена Николая II)
- Мария Александровна, вторая дочь Александра II

Среди носительниц Королевского ордена Виктории и Альберта II класса были:
- великая княгиня Елизавета Фёдоровна
- великая княгиня Виктория Фёдоровна, внучка Александра II, с 1924 года — Императрица с правом ношения титула Императорское величество.